# Герцог де Куаньи
Герцог де Куаньи (фр. duc de Coigny) — французский дворянский титул.

## История
Сеньория Куаньи близ Карантана была в 1650 году возведена в ранг графства жалованной грамотой Людовика XIV для Жана-Антуана де Франкето, сеньора де Куаньи.
Жалованной грамотой Людовика XV, данной в Версале в феврале 1747, сеньория Куаньи была возведена в ранг герцогства в пользу маршала Франции Франсуа де Франкето, именовавшегося маркизом де Куаньи. Пожалование было утверждено Парламентом 18 августа того же года.
Жалованной грамотой Людовика XVI от 12 сентября 1787, утвержденной Парламентом, герцогство Куаньи было возведено в ранг пэрии в пользу внука Франсуа герцога Мари-Франсуа-Анри.
Титул был упразднен со смертью не оставившего мужского потомства герцога Огюста де Куаньи.

## Графы де Куаньи
- 1650—1652 — Жан-Антуан де Франкето
- 1652—1704 — Робер де Франкето
- 1704—1747 — Франсуа де Франкето

## Герцоги де Куаньи
- 1747—1759 — Франсуа де Франкето
- 1759—1821 — Мари-Франсуа-Анри де Франкето
- 1821—1865 — Огюст де Франкето